# Kosi Kalan
Kosi Kalan is een stad en gemeente in het district Mathura van de Indiase staat Uttar Pradesh. 

## Demografie
Volgens de Indiase volkstelling van 2001 wonen er 45.684 mensen in Kosi Kalan, waarvan 54% mannelijk en 46% vrouwelijk is. De plaats heeft een alfabetiseringsgraad van 51%. 